# Feuerschale

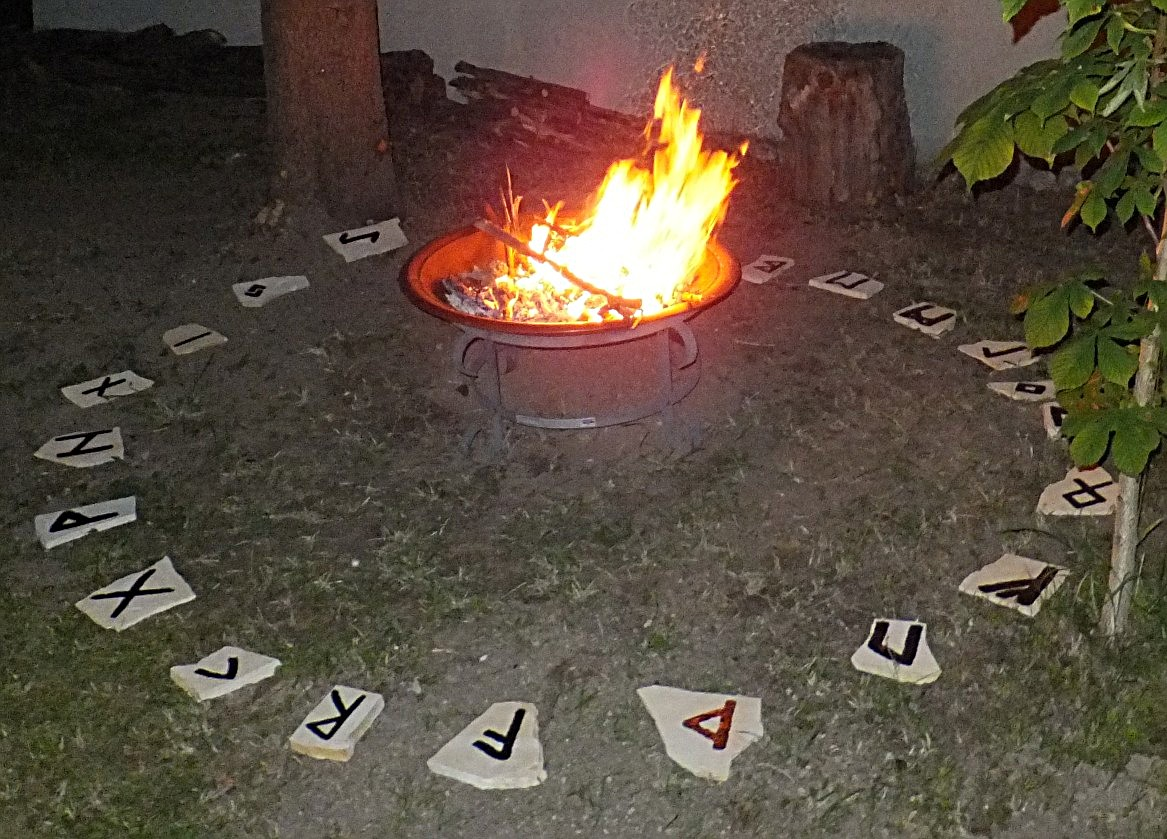
Feuerschale mit Feuer in Runensteinkreis zur Sommersonnenwende

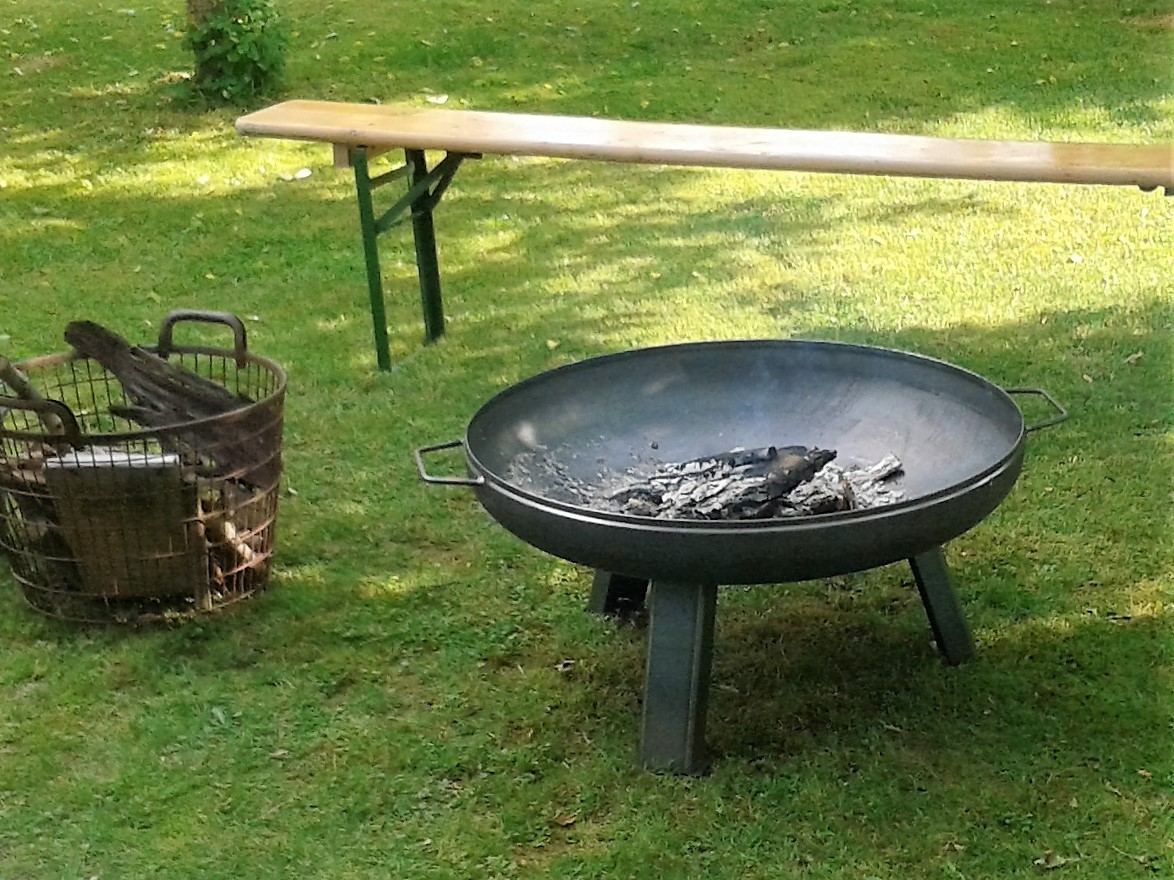
Eine Feuerschale, daneben ein Korb mit Brennholz

Eine Feuerschale ist eine transportable offene Feuerstelle, meist aus den Materialien Stahl, Eisen, Keramik oder auch aus Ton gefertigt. Das Brennmaterial zur Befeuerung einer Feuerschale ist Holz oder auch Kohle. Die Feuerschale kommt meist im Garten oder auf der Terrasse zum Einsatz. Feuerschalen haben üblicherweise einen Durchmesser von etwa 40 bis 100 cm und werden in erster Linie als Wärmequelle an kühlen Abenden verwendet. Sehr beliebt sind Feuerschalen auch zum Garen von Stockbrot oder Marshmallows. Einige Modelle werden auch mit Grilleinsatz angeboten. Dadurch kann die Feuerschale wie ein herkömmlicher Grill verwendet werden.
Verwandt mit der Feuerschale ist der Feuerkorb, der heute vor allem als Wärmequelle und Terrassenofen und teils auch zum Grillen benutzt wird, während er früher meist zur Beleuchtung und Erwärmung von Räumen diente.

## Geschichtliches zur Feuerschale
Die Feuerschale wurde auf Grund ihrer vielfältigen Einsatzmöglichkeiten in vielen Kulturen ein fester Bestandteil des Hausrates. Bald wurde sie nicht mehr nur als mobile Feuerstelle eingesetzt, sondern fand auch in Zelten, Häusern und in öffentlichen Gebäuden, wie zum Beispiel in Thermen und Tempeln einen festen Platz. Unter anderem im antiken Rom und Griechenland beleuchteten und erwärmten Feuerschalen die verschiedenen Räume der Häuser, kamen aber auch im Außenbereich oder als Kochstelle zum Einsatz. Neben den funktionellen Einsatzgebieten wurde dabei auch die Verwendung als Dekorationselement immer wichtiger, sodass es schnell verschiedene Formen und auch Modelle mit den unterschiedlichsten Verzierungen gab. 
Ein anderes wichtiges Einsatzgebiet von Feuerschalen war im religiösen und kultischen Bereich. Feuerstellen wurden vor und in Tempeln sowie in anderen Kultstätten aufgestellt. Sie beleuchteten die Altäre oder wurden selbst zu einem Teil des Altars. Neben der Aufgabe Licht zu spenden wurden sie jedoch auch direkt für religiöse und kultische Zeremonien genutzt, zum Beispiel um den Göttern ein Opfer darzubringen. Dafür wurden Harze wie Weihrauch, edle Hölzer und Kräuter in den Feuerschalen verbrannt.

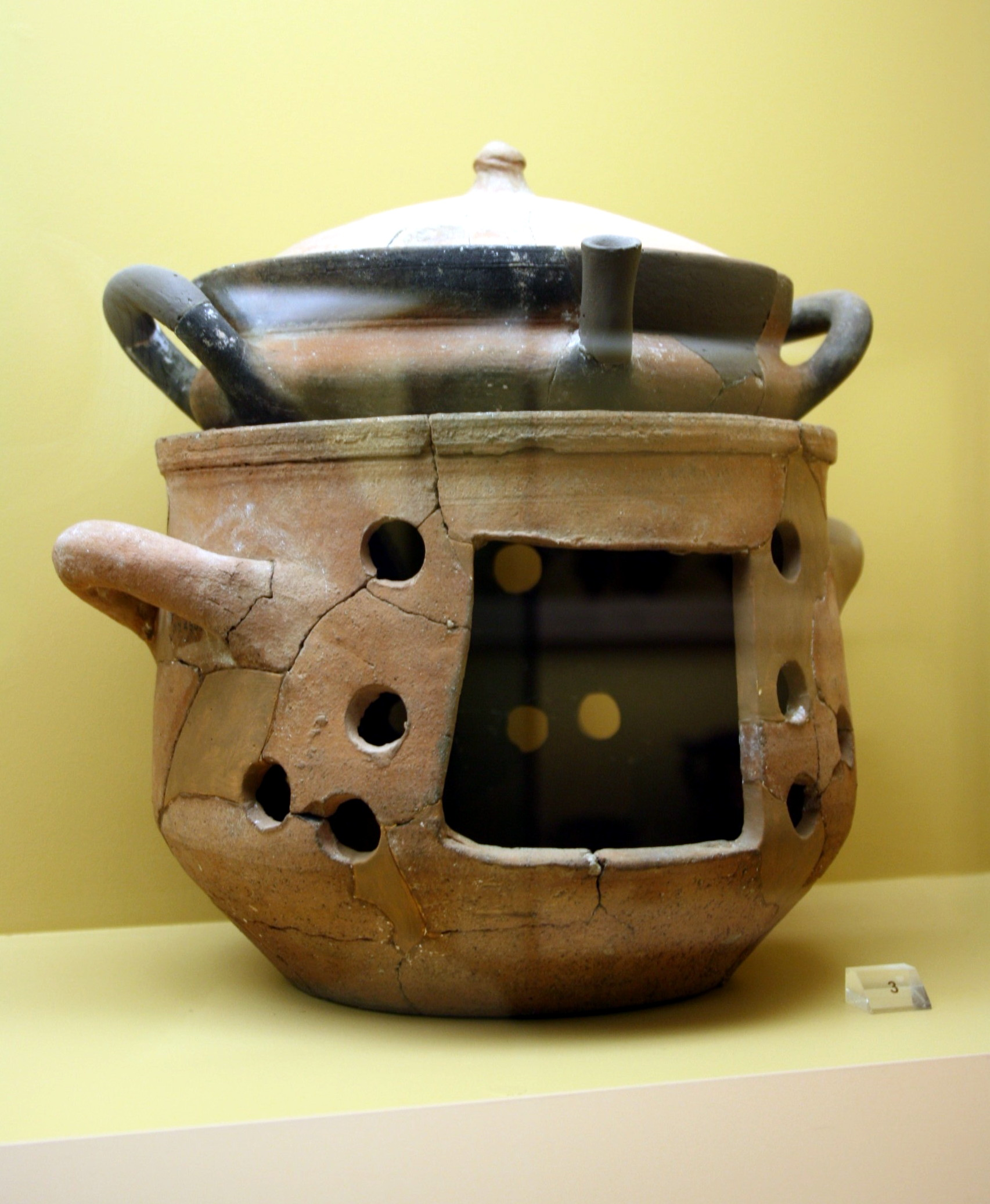
Antike griechische Feuerschale mit Kasserolle (Lopas)
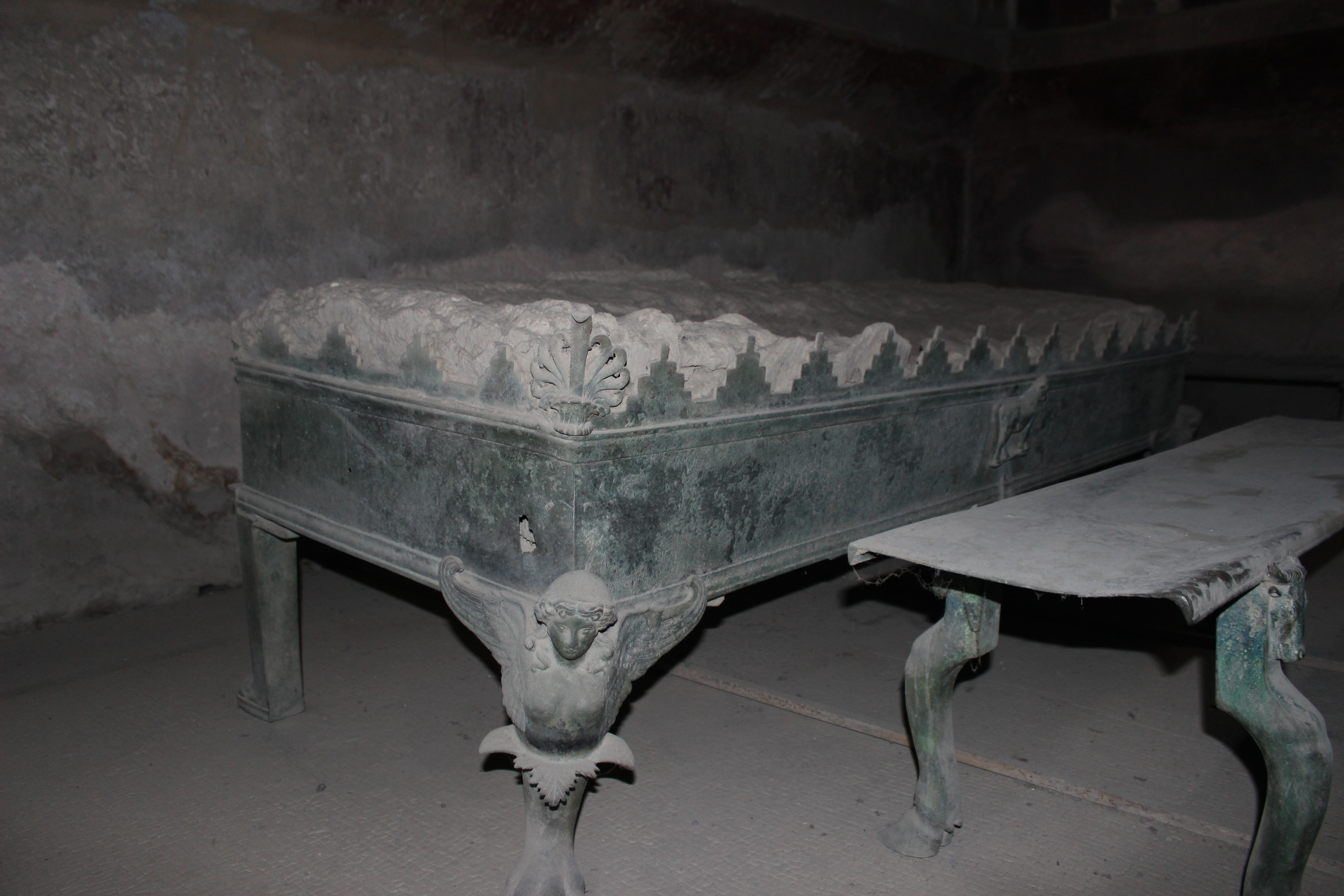
Antike römische Feuerschale, Pompeji
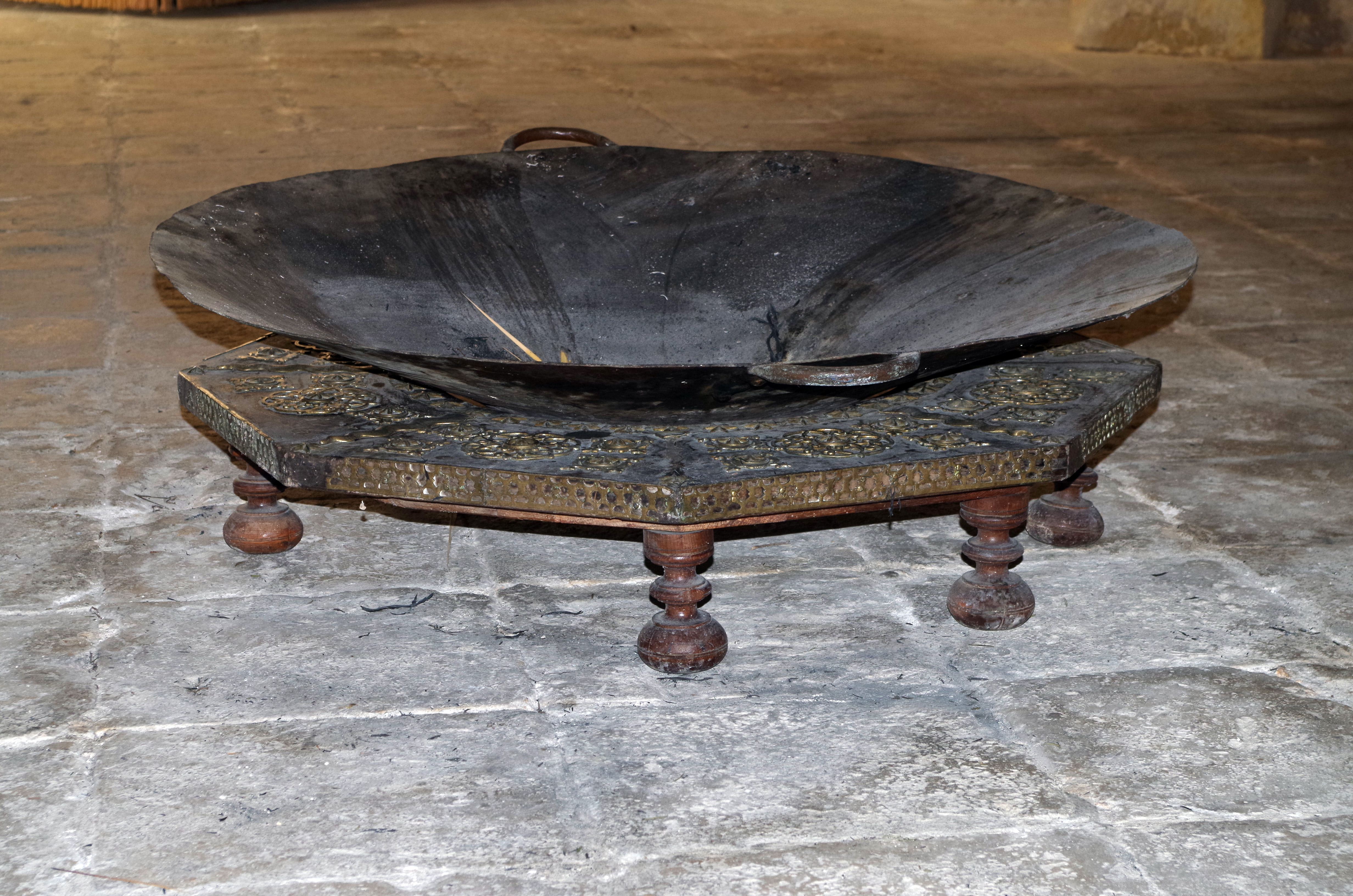
Feuerschale in der Kathedrale von Palencia, Kolumbien
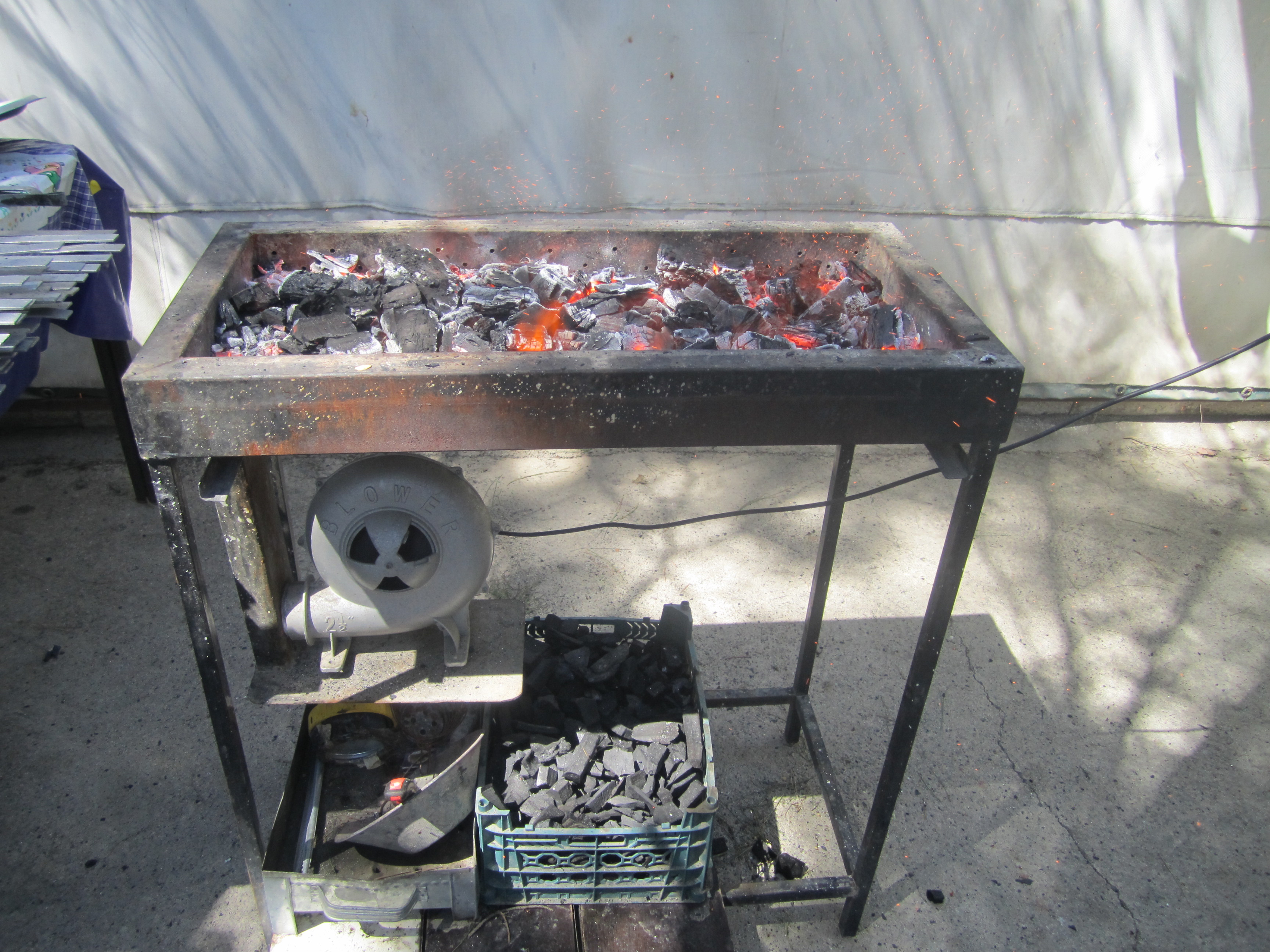
Eine Feuerschale (russ. „Mangal“), die zum Grillen von Kebab oder Schaschlik verwendet wird